# Kunapipi Corona
Kunapipi Corona est une corona, formation géologique en forme de couronne, située sur la planète Vénus par -33,9° S et 86° E. Elle est localisée dans le quadrangle d'Aino Planitia. Elle a été nommée en référence à Kunapipi, déesse australienne de la terre mère Changé à Kunapipi Mons. 

## Géographie et géologie
Kunapipi Corona couvre une surface circulaire d'environ 220 km de diamètre. 